# Scrobicularia plana
Espèce
Scrobicularia plana est une espèce de mollusques bivalves appelée lavignon et notamment pêchée dans les vases des estuaires où elle était autrefois abondante (jusqu'à plus de 1 000 par mètre carré à la fin des années 1930 dans l'estuaire du Tamar ou du Gwyndraeth (Galles du Sud, Pays de Galles) (avec dans ce cas une taille moyenne de 3 cm, et jusqu'à 5,4 cm ailleurs dans le même estuaire)).